# 14 août en sport
14 juillet 14 septembre
Chronologies thématiques
- Croisades
- Ferroviaires
- Disney

Le 14 août (226e jour de l'année ou 227e en cas d'année bissextile) en sport.

## Événements

### XIXesiècle
- 1846 :
  - (Football) : le club allemand de football, le 1. FC Heidenheim 1846 est créé.
- 1886 :
  - (Cricket) : 3e des trois test matches de la tournée anglaise de l’équipe australienne de cricket. L’Angleterre bat l’Australie par 217 runs. L’Angleterre remporte la série des Ashes par 3-0.
- 1888 :
  - (Cricket) : fin du 2e des trois test matches de la tournée anglaise de l’équipe australienne de cricket. L’Angleterre bat l’Australie par 137 runs.
- 1897 : 
  - (Compétition automobile) : Paris-Trouville remporté par Paul Jamin.

### XXesièclede1901à1950
- 1932 :
  - (Jeux olympiques) : à Los Angeles, clôture des Jeux olympiques d'été.
  - (Compétition automobile) : Grand Prix automobile de Pescara.
- 1948 :
  - (Jeux olympiques) : à Londres, clôture des Jeux olympiques d'été.

### XXesièclede1951à2000
- 1977 :
  - (Formule 1) : Grand Prix automobile d'Autriche.
- 1982 :
  - (Rallye automobile) : arrivée du Rallye du Brésil.
- 1983 :
  - (Athlétisme) : à Helsinki, clôture de la première édition des championnats du monde d'athlétisme.
  - (Formule 1) : Grand Prix automobile d'Autriche.
- 1994 :
  - (Formule 1) : Grand Prix automobile de Hongrie.
- 1996 :
  - (Football) : à Amsterdam, inauguration de l'Amsterdam ArenA, nouveau stade de l'Ajax Amsterdam.
- 1999 :
  - (Rugby à XV) : la Nouvelle-Zélande remporte le Tri-nations.

### XXIesiècle
- 2004 :
  - (Natation) : à Athènes, l'Américain Michael Phelps porte le record du monde du 400 mètres 4 nages à 4:08.26.
- 2005 :
  - (Athlétisme) : à Helsinki, la Cubaine Olisdeilys Menéndez porte le record du monde féminin du lancer du javelot à 71,70 m.
- 2015 :
  - (Sports équestres /Championnats d'Europe de dressage et de saut d'obstacles) : en reining par équipes, victoire des Italiens Pierluigi Fabbri, Francesco Martinotti, Giovanni Masi de Vargas, Edoardo Bernadelli.
- 2016 :
  - (Jeux olympiques de Rio 2016) : 12e jour de compétition aux Jeux de Rio.
- 2020 :
  - (Athlétisme' /Ligue de diamant /Record du monde) : lors du 1er meeting de Ligue de diamant de l'année qui débute ce jour à cause de la Pandémie de Covid-19 et qui se déroule à Monaco, l'Ougandais Joshua Cheptegei porte le Record du monde du 5 000 mètres à 12 min 35 s 36. Il efface des tablettes l'Éthiopien Kenenisa Bekele dont le record était de (12 min 37 s 35)[1].
  - (Football /Ligue des champions) : sur le 3e match de Ligue des champions qui se joue à Lisbonne et qui oppose le FC Barcelone au Bayern Munich, ce sont les Allemands qui s'imposent sur un score de 8 - 2.
- 2021 : 
  - (Cyclisme sur route /Tour d'Espagne) : début de la 76e édition du Tour d'Espagne dont le départ est donné à Burgos, et l'arrivée a lieu le 5 septembre à Saint-Jacques-de-Compostelle. Il s'agit du troisième et dernier grand tour de la saison et de la 32e manche de l'UCI World Tour 2021. Sur la 1re étape qui se déroule sous la forme d'un contre-la-montre dans la ville de Burgos, sur une distance de 7,1 km, victoire du Slovène Primož Roglič qui s'empare du maillot rouge.
- 2024 :
  - (Cyclisme sur route /Tour de France Femmes) : Sur la 4e étape du Tour de France Femmes qui se déroule entre Fauquemont (aux Pays-Bas) et Liège (en Belgique), sur une distance de 123 kilomètres[2], victoire de la Néerlandaise Puck Pieterse au sprint. Sa compatriote Demi Vollering conserve le maillot jaune.

## Naissances

### XIXesiècle
- 1835 : 
  - Tom King, boxeur anglais. († 3 octobre 1888).
- 1880 : 
  - Fred Alexander, joueur de tennis américain. Vainqueur de Open d'Australie 1908. († 3 mars 1969).
- 1881 : 
  - Victor Demogeot, pilote de course automobile français. († 8 mars 1970).
- 1887 :
  - Kenelm Lee Guinness, pilote de course automobile britannique. († 10 avril 1937).
- 1899 : 
  - Adolphe Bousquet, joueur de rugby à XV français. Médaillé d'argent aux Jeux d'Anvers 1920 et aux Jeux de Paris 1924. (4 sélections en équipe de France). († 17 mars 1972).

### XXesièclede1901à1950
- 1909 :
  - Juan Carreño, footballeur mexicain. (8 sélections en équipe nationale). († 16 décembre 1940).
- 1910 :
  - Judy Guinness, fleurettiste britannique. Médaillée d'argent en individuelle aux Jeux de Los Angeles 1932. († 24 octobre 1952).
- 1917 :
  - Marty Glickman, athlète de sprint puis commentateur sportif américain. († 3 janvier 2001).
- 1922 : 
  - Leslie Marr, pilote de course automobile britannique. († 4 mai 2021).
- 1928 : 
  - Gunnar Andersson, footballeur franco-suédois. († 1er octobre 1969).
- 1929 : 
  - Dick Tiger, boxeur nigérian. Champion du monde poids moyens de boxe du 23 octobre 1962 au 7 décembre 1963 et du 21 octobre 1965 au 25 avril 1966 puis champion du monde poids mi-lourds de boxe du 16 décembre 1966 au 24 mai 1968. († 15 décembre 1971).
  - Hans-Joachim Walter, pilote de course automobile allemand.
- 1930 : 
  - Earl Weaver, dirigeant sportif de baseball américain. († 19 janvier 2013).
- 1934 : 
  - André Boniface, joueur de rugby à XV français. Vainqueur des tournois des Cinq Nations 1959, 1961 et 1962. (48 sélections en équipe de France). († 8 avril 2024).
- 1935 : 
  - John Brodie, joueur de foot U.S. américain.
- 1942 : 
  - Jackie Oliver, pilote de F1 et d'endurance anglais. Vainqueur des 24 Heures du Mans 1969.
- 1943 : 
  - Herman Van Springel, cycliste sur route belge. Vainqueur du Tour de Lombardie 1968 et des Bordeaux-Paris 1970, 1974, 1975, 1977, 1978, 1980 et 1981. († 25 août 2022).
- 1946 : 
  - Tom Walkinshaw, pilote de course automobile écossais. († 12 décembre 2010).
- 1949 :
  - Morten Olsen, footballeur puis entraîneur danois. Vainqueur de la Coupe UEFA 1983. (102 sélections en équipe nationale). Sélectionneur de l'Équipe du Danemark de 2000 à 2015.
  - Dick Redmond, hockeyeur sur glace canadien.
- 1950 :
  - Bernard Dumot, footballeur français.

### XXesièclede1951à2000
- 1954 :
  - Christian Gross, footballeur puis entraîneur suisse. (1 sélection en équipe nationale).
  - Debbie Meyer, nageuse américaine. Championne olympique sur 200, 400 et 800 m nage libre aux Jeux de Mexico 1968.
- 1956 :
  - Rusty Wallace, pilote automobile de Nascar américain.
- 1959 :
  - Frank Brickowski, basketteur américain.
  - Magic Johnson, basketteur américain. Champion olympique aux Jeux de Barcelone 1992. (20 sélections en équipe nationale).
- 1960 :
  - Fred Roberts, basketteur américain.
- 1962 :
  - Horst Bulau, sauteur à ski canadien.
  - Mark Gubicza, joueur de baseball américain.
- 1966 :
  - David Hallyday, pilote de course automobile puis musicien, chanteur et auteur compositeur français.
  - Karl Petter Løken, footballeur norvégien. (36 sélections en équipe nationale).
  - Freddy Rincón, footballeur colombien. (84 sélections en équipe nationale).
  - Paolo Tofoli, volleyeur italien. Vainqueur de la Ligue des champions de volley-ball 1995 et de la Coupe de la CEV masculine en 1994. Champion du monde de volley-ball 1990 et 1994. Champion d'Europe de volley-ball 1989, 1993, 1995 et 1999. (342 sélections en équipe nationale).
- 1967 :
  - William Prunier, footballeur puis entraîneur français. (1 sélection en équipe de France).
- 1968 :
  - Darren Clarke, golfeur nord-irlandais. Vainqueur de Open britannique 2011, des Ryder Cup 1997, 2002, 2004 et 2006.
  - Jason Leonard, joueur de rugby à XV anglais. Champion du monde de rugby à XV 2003. Vainqueur des Grands chelems 1991, 1992, 1995 et 2003 puis des tournois des Cinq Nations 1996, 2000 et 2001 ainsi que des Challenges européens 2001 et 2004. (114 sélections en équipe nationale).
- 1970 :
  - Sláva Doseděl, joueur de tennis tchèque.
- 1971 :
  - Andrea Peron, cycliste sur route italien. Médaillé d'argent des 100 km par équipe aux Jeux de Barcelone 1992. Champion du monde de cyclisme sur route du contre la montre par équipes 1991
- 1972 :
  - Yamilé Aldama, athlète de triple saut cubaine puis soudanaise et ensuite britannique. Championne d'Afrique d'athlétisme du triple saut 2004 et 2006.
- 1973 :
  - Jared Borgetti, footballeur mexicain. (89 sélections en équipe nationale).
  - Jay-Jay Okocha, footballeur nigérian. Champion olympique des Jeux d'Atlanta 1996. Champion d'Afrique de football 1994. (73 sélections en équipe nationale).
  - Kieren Perkins, nageur australien. Champion olympique du 1 500 m et médaillé d'argent du 400 m nage libre aux Jeux de Barcelone 1992 et champion olympique du 1 500 m aux Jeux d'Atlanta 1996, médaillé d'argent du 1 500 m nage libre aux Jeux de Sydney 2000. Champion du monde de natation du 400 m et du 1 500 m 1994.
- 1974 :
  - Rafael García, footballeur mexicain. (50 sélections en équipe nationale).
- 1977 :
  - Alex Righetti, basketteur italien.
- 1978 :
  - Pascal Delhommeau, footballeur français.
- 1979 :
  - Séverine Beltrame, joueuse de tennis française.
  - Jérémie Bréchet, footballeur français. (3 sélections en équipe de France).
- 1981 :
  - Yoan Audrin, joueur de rugby à XV et de rugby à sept français.
  - Earl Barron, basketteur américain.
  - Adamo Coulibaly, footballeur français.
- 1983 :
  - Lu Yen-hsun, joueur de tennis taïwanais.
- 1984 :
  - Simon Andrews, pilote de vitesse moto britannique. († 19 mai 2014).
  - Eva Birnerová, joueuse de tennis tchèque.
  - Giorgio Chiellini, footballeur italien. Médaillé de bronze aux Jeux d'Athènes 2004. (92 sélections en équipe nationale).
  - Josh Gorges, hockeyeur sur glace canadien.
  - Robin Söderling, joueur de tennis suédois.
- 1985 :
  - Shea Weber, hockeyeur sur glace canadien. Champion olympique aux Jeux de Vancouver 2010 puis aux Jeux de Sotchi 2014. Champion du monde de hockey sur glace 2007.
- 1986 :
  - Kenny Hasbrouck, basketteur américain.
  - Sam Moa, joueur de rugby à XIII tongien et néo-zélandais. (4 sélections avec l'équipe du Tonga et 9 avec l'équipe de Nouvelle-Zélande).
- 1987 :
  - Jacopo Guarnieri, cycliste sur route italien.
  - Adrien Lauper, hockeyeur sur glace suisse.
  - Dave Phillips, hockeyeur sur glace britannique.
- 1989 :
  - Ander Herrera, footballeur espagnol. Vainqueur de la Ligue Europa 2017. (2 sélections en équipe nationale).
  - Milica Jovanović, basketteuse monténégrine.
  - Dimitri Pavadé, athlète handisport français. Médaillé d'argent du saut en longueur T64 aux Jeux de Tokyo 2020. Médaillé d'argent du saut en longueur T64 handisport aux Mondiaux 2019. Champion d'Europe d'athlétisme handisport du saut en longueur T11 et médaillé de bronze du relais universel mixte 2021.
  - Augustine Rubit, basketteur américain.
  - Kyle Turris, hockeyeur sur glace canadien.
  - Bram Van den Dries, volleyeur belge. (28 sélections en équipe nationale).
- 1990 :
  - Roman Maikin, cycliste sur route russe.
- 1991 :
  - Álex Abreu, basketteur portoricain.
  - Richard Freitag, sauteur à ski allemand. Médaillé par équipes aux jeux de Pyeongchang 2018. Champion du monde de ski nordique en saut à ski du petit tremplin par équipes mixte 2015 et par équipes 2019.
- 1993 :
  - Marie François, handballeuse française. (7 sélections en équipe de France).
  - D'Angelo Harrison, basketteur américain.
- 1995 :
  - Filippo Tagliani, cycliste sur route italien.
- 1996 :
  - Joelinton, footballeur brésilien. (5 sélections en équipe nationale).
  - Yante Maten, basketteur américain.
  - Neal Maupay, footballeur franco-argentin.
- 1997 :
  - Daniela Haralambie, skieuse roumaine.
- 1998 :
  - Amaury Bellenger, hockeyeur sur gazon français. (75 sélections en équipe de France).
  - Loreintz Rosier, footballeur français.
  - Marius Ștefănescu, footballeur roumain. (2 sélections en équipe nationale).

### XXIesiècle
- 2001 :
  - Petar Stanić, footballeur serbe.

## Décès

### XXesièclede1901à1950
- 1938 : 
  - Hugh Trumble, 71 ans, joueur de cricket australien. (32 sélections en test cricket). (° 12 mai 1867).
- 1941 : 
  - Arthur Hiller, 59 ans, footballeur allemand. (4 sélections en équipe nationale). (° 3 octobre 1881).

### XXesièclede1951à2000
- 1955 : 
  - Georges Cormier, 86 ans, pilote de courses automobile français. (° 25 mars 1869).
- 1967 : 
  - Bob Anderson, 36 ans, pilote de vitesse moto américain. (° 19 mai 1931).
- 1968 : 
  - Marcel Thil, 64 ans, boxeur français. Champion du monde poids moyens de boxe du 11 juin 1932 au 4 juillet 1932. (° 25 mai 1904).
- 1973 : 
  - Germaine Golding, 86 ans, joueuse de tennis franco-britannique. (° 6 juin 1887).
- 1988 : 
  - Enzo Ferrari, 90 ans, pilote de courses automobile et industriel italien. Fondateur de la Scuderia Ferrari. (° 18 février 1898).
- 1999 : 
  - Pee Wee Reese, 81 ans, joueur de baseball américain. (° 23 juillet 1918).

### XXIesiècle
- 2003 :
  - Helmut Rahn, 73 ans, footballeur allemand. Champion du monde de football 1954. (40 sélections en équipe nationale). (° 16 août 1929).
  - Robin Thompson, 71 ans, joueur de rugby à XV irlandais. (11 sélections en équipe nationale). (° 5 mai 1931).
- 2005 :
  - Jean-François Mas, 59 ans, pilote de rallyes automobile français. (° 7 juin 1946).
- 2008 : 
  - Seiji Aochi, 66 ans, sauteur à ski japonais. Médaillé de bronze du petit tremplin aux Jeux de Sapporo 1972. (° 21 juin 1942).
- 2009 : 
  - Theodore Kennedy, 83 ans, hockeyeur sur glace puis entraîneur canadien. (° 12 décembre 1925).
- 2010 : 
  - Alain Vogin, 39 ans, hockeyeur sur glace puis entraîneur franco-canadien. (° 15 novembre 1970).
- 2012 : 
  - Henry Greder, 81 ans, copilote puis pilote de rallye auto français. (° 30 novembre 1930).
- 2020 : 
  - Tom Forsyth, 71 ans, footballeur puis entraîneur écossais. (22 sélections en équipe nationale). (° 23 janvier 1949).
  - Ernst Jean-Joseph, 72 ans, footballeur haïtien. (° 11 juin 1948).
  - Ferenc Petrovácz, 76 ans, tireur hongrois. (° 13 janvier 1944).
  - John Talbut, 79 ans, footballeur puis entraîneur anglais. (° 20 octobre 1940).